# 텅잉
텅잉(영어: Tonguing)은 리코더를 불며 혀로 숨을 막는 것을 일정한 간격을 놓아 음을 잠시 끊는 관악기의 필수 기술이다.
입천장의 혀나 리드 또는 마우스피스를 사용하여 음을 발음하기 위해 관악기와 함께 사용되는 기술이다. 혀가 갈대나 입천장을 치면 악기를 통과하는 공기 흐름에 약간의 틈이 생길 때 무음의 "티"가 만들어진다. 더 부드러운 음색을 원하면 음절 "da"(double에서와 같이)가 선호된다. 이 기술은 휘파람에도 적용된다. 텅잉은 또한 음악가가 음표를 시작하는 방법(펀치, 레가토 또는 브레스 어택)과 음표가 해제되는 방법(에어 릴리스, 텅 릴리스 등)을 나타내는 아티큘레이션을 의미하기도 한다. 혀는 입을 멈추고 공기가 입으로 흐르도록 하는 데 사용되기 때문이다. 텅잉은 관악기가 아닌 악기에는 적용되지 않지만 아티큘레이션은 모든 악기에 적용된다.

## 같이 보기
- 아티큘레이션 (음악)